# Electric Shock (bài hát)
Electric Shock là một bài hát electropop của nhóm f(x) từ EP thứ 2 phát hành digitally vào ngày 10 tháng 6 năm 2012 và phát hành physically vào ngày 13 tháng 6 năm 2012 dưới hãng thu âm SM Entertainment. Kèm theo đó là MV được phát hành vào ngày 11 tháng 6 năm 2012. Bài hát đạt vị trí #1 trên Gaon Chart Single và digital download chart, lượng album bán được 630.510 bản trong tuần đầu tiên, sau đó rớt xuống vị trí #3 khi bán được 285.501 bản vào tuần sau đó. Sau 3 tuần trên bảng xếp hạng, Electric Shock đã bán được 1.121.472 bản.

## Giới thiệu
"Electric Shock" là một bài hát thuộc thể loại electropop và dance pop, sử dụng các yếu tố của electro house. Lời ca bài hát thể hiện cảm xúc của tình yêu như một cú sốc điện.Bài hát so sánh những cảm xúc lẫn lộn nhưng thú vị sau khi rơi vào tình yêu với lời bài hát bài hát diễn tả cảm xúc này thú vị bằng cách bắt đầu mỗi dòng với từ 'Jeongichunggyeok' ("Electric Shock" trong tiếng Anh) để làm nó thú vị hơn. 

## MV
Một teaser chính thức 26 giây phát hành vào ngày 8 tháng 6 năm 2012. Teaser dài một phút rưỡi đã được phát sóng trên KBS World. MV được phát hành chính thức vào ngày 11 tháng 6 năm 2012. MV thu hút hơn một triệu lượt xem trong chưa đầy một ngày và hơn 10 triệu lượt xem trong chưa đầy một tuần.
MV cho thấy vũ đạo của f(x) được biên đạo bởi Jillian Meyers, người đã từng làm việc vớif(x) cho hit single Pinocchio (Danger) và sẽ có một lần biên đạo nữa với Rum Pum Pum Pum. MV được quay ở 3 phông nền. một phông nền màu hồng với đèn neon chạy xung quanh tương tự như một con chip máy tính, một phông nền màu trắng với đèn chiếu sáng lớn màu trắng và bề mặt phản chiếu, và một phông nền màu trắng với nhiều khung lớn từ trần đến sàn như những cửa sổ khổng lồ. Tổng cộng có 4 bộ trang phục khác nhau được tất cả các thành viên sử dụng. Trong suốt MV, camera tập trung chủ yếu những cảnh thể hiện vũ đạo và cận mặt từng thành viên. Trong vài cảnh, có thể thấy các thành viên đã cầm những thứ có thể sốc điện hướng về phía camera cụ thể là: Krystal và Amber đã sử dụng tasers, Victoria và Luna sử dụng stun baton và Sulli sử dụng máy rung tim.

## Chiến thắng trên chương trình âm nhạc
| Năm  | Ngày       | Bài hát          |
| ---- | ---------- | ---------------- |
| 2012 | 21 tháng 6 | "Electric Shock" |
| 2012 | 28 tháng 6 | "Electric Shock" |
| 2012 | 5 tháng 7  | "Electric Shock" |

| Năm  | Ngày       | Bài hát          |
| ---- | ---------- | ---------------- |
| 2012 | 22 tháng 6 | "Electric Shock" |
| 2012 | 29 tháng 6 | "Electric Shock" |

| Năm  | Ngày      | Bài hát          |
| ---- | --------- | ---------------- |
| 2012 | 1 tháng 7 | "Electric Shock" |
| 2012 | 8 tháng 7 | "Electric Shock" |

| Năm  | Ngày       | Bài hát          |
| ---- | ---------- | ---------------- |
| 2012 | 26 tháng 6 | "Electric Shock" |
| 2012 | 3 tháng 7  | "Electric Shock" |

## Bảng xếp hạng
| Bảng xếp hạng Hàn Quốc | Vị trí |
| ---------------------- | ------ |
| Biểu đồ đĩa đơn Gaon   | 1      |